# Au chenal du moine
Le Survenant Marie-Didace
Au chenal du moine est un téléroman québécois en 39 épisodes de 25 minutes en noir et blanc scénarisé par Germaine Guèvremont et diffusé du 17 octobre 1957 au 10 juillet 1958 à la Télévision de Radio-Canada. C'est la suite du Survenant, un téléroman aussi écrit par Germaine Guèvremont.

## Synopsis
Cette série raconte l'histoire des habitants du Chenal-du-Moine après le départ du Survenant. Tout comme l'arrivée du Survenant, son départ a bouleversé la famille Beauchemin, en particulier le père Didace.
Entre 1957 et 1958, Radio-Canada présente 39 épisodes de la série Au chenal du moine. Ce téléroman réalisé par Jo Martin, met notamment en vedette Ovila Légaré, Suzanne Langlois et Clément Latour.

## Fiche technique
- Scénarisation : Germaine Guèvremont
- Réalisation : Jo Martin
- Société de production : Société Radio-Canada

## Distribution
- Ovila Légaré : Didace Beauchemin
- Clément Latour : Amable Beauchemin
- Suzanne Langlois : Phonsine Beauchemin
- Yves Létourneau : Odilon Provençal
- Marjolaine Hébert : Bedette Salvail
- Georges Toupin : Pierre-Come Provençal
- Georges Bouvier : Jacob Salvail
- Ernest Guimond : Oncle Zéphir
- Nana de Varennes : Cousine du Pot-au-beurre
- Lucille Cousineau : Maria Salvail
- Pierre Boucher : Ugène
- Yvon Dufour : Curé Vincent Provençal
- Ève Gagnier : Tite-Ange
- Germaine Giroux : Acayenne
- Louis-Philippe Hébert : Le Grec
- Roger Joubert : Colporteur
- Guy L'Écuyer : Parfait
- Lise Lasalle : Maria
- François Lavigne : Dr Desgroseillers
- Monique Lepage : Rose-de-Lima Bibeau
- Albert Millaire : Romain Cournoyer
- Gérard Paradis : Notaire
- Béatrice Picard : Angélina Desmarais
- Sylvaine Picard : Catherine
- Henri Poitras : Paquet Paulhus
- Robert Rivard : Beau-Blanc
- Jean-Claude Robillard : Joinville Provençal
- Jules Buissières
- Lucie Poitras